# Bandeira de Astracã
A Bandeira de Astracã é um dos símbolos oficiais do Oblast de Astracã, uma subdivisão da Federação Russa. Foi aprovada em 13 de dezembro de 2001 pelo artigo 3º da "Lei regional sobre a bandeira e o emblema de Astracã". Os artigos de 4 a 10 da lei são determinam as regras e procedimentos formais para sua utilização.

## Descrição
Seu desenho consiste em um retângulo ncom proporções largura-comprimento de 2:3 com um fundo azul celeste. No meio da bandeira está uma coroa dourada, constituída por cinco arcos visíveis adornados com pérolas e com um forro verde. A coroa é encimada por uma bola dourada e uma cruz. Abaixo da coroa há uma espada em prata com empunhadura em ouro com a ponta voltada para a esquerda (mastro). A largura total da imagem da coroa com a espada é de 1/4 do comprimento total da bandeira.